# Gibała
Gibała (dawniej niem. Giballen) – osada leśna w Polsce położona w województwie warmińsko-mazurskim, w powiecie olsztyńskim, w gminie Olsztynek. Miejscowość wchodzi w skład sołectwa Warlity Małe. W latach 1975–1998 miejscowość należała administracyjnie do województwa olsztyńskiego.
Leśniczówka położona nad rzeką Drwęcą. W 2005 r. mieszkały tu 4 osoby.